# Tsambika
Monastiri Tsambika (griechisch Μοναστήρι Τσαμπίκα ‚Kloster Tsambika‘) ist ein griechisch-orthodoxes Kloster und Wallfahrtsort auf der griechischen Insel Rhodos. Es liegt an der Ostküste zwischen Kolymbia und Archangelos. Von der Stadt Rhodos ist er etwa 30 km entfernt. 
Der Legende über die Tsambika-Ikone entsprechend sind als Örtlichkeiten zu unterscheiden:
- Kyra Tsambika, die Kapelle am Tsambika-Berg, etwa 330 m über dem Meer
- Kato Tsambika (von griechisch κάτω káto, deutsch ‚unten‘), das Moni Tsambika-Kloster mit der Panagia Tsambika-Kirche an der Landstraße, etwa 100 m über dem Meer
- Tsambika-Strand, der Παραλία Τσαμπίκα am Mittelmeer

Die Kyra Tsambika-Kapelle und das Kato Tsambika-Kloster sind der Heiligen Jungfrau Maria gewidmet, die an ihrem Namenstag, dem 8. September, mit Anteilnahme der Bevölkerung aus allen Inselteilen gefeiert wird.

## Legende über die Gründung

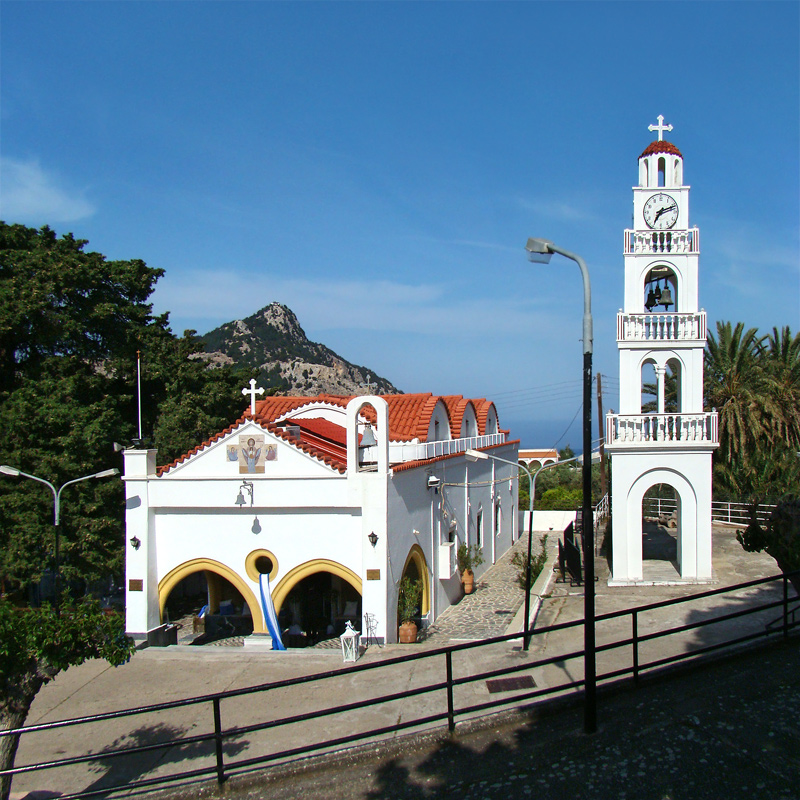
Moderne Kirche unterhalb des Klosters, in der die Ikone heute aufbewahrt wird

Fischer sollen eine Ikone am Tsambikastrand gefunden haben. Die Männer forschten im ganzen byzantinischen Reich nach ihrem Besitzer. Dabei stellten sie fest, dass ebendiese Ikone aus einer Kirche Zyperns verschwunden war und brachten sie dorthin zurück. Die Fischer trauten ihren Augen nicht als sie schon am nächsten Tag die Ikone am Tsambikastrand wieder auffanden. Dieses Wunder geschah mehrere Male. Die Ikone soll zu dem Fischer gesagt haben, er solle ihr auf dem Berg eine Kirche bauen. Da es sehr mühsam war, die Steine und Baumaterialien auf den Hügel zu tragen, mussten alle Bewohner der Gegend, auch die kinderlosen Frauen, mithelfen. Als die Kirche am Berg fertig war, wurden ebendiese Frauen wie durch ein Wunder schwanger. Das war der Beginn der Wallfahrten zur Muttergottes auf den Tsambikaberg.
Weil auf dem Berggipfel zu wenig Platz für die zahlreich herbeiströmenden Menschen war, errichtete man später im Tal eine größere Kirche und gründete dort das Kloster.
Kinder, die nach einer Wallfahrt geboren wurden, erhielten die Namen „Tsambika“ (Mädchen) oder „Tsambikos“ (Junge). Diese Namen finden sich in Griechenland nur bei von Rhodos stammenden Familien.
Tsambika entwickelte sich vermutlich auf Grund dieser Legende zu einem Pilgerziel für Frauen mit Kinderwunsch. Die Legende sagt, dass Frauen mit Kinderwunsch den Weg von Kato Tsambika hinauf zum Kloster Tsambika barfuß zurücklegen müssen und in der Kirche zur Jungfrau Maria beten sollen, um ihren Kinderwunsch innerhalb eines Jahres erfüllt zu bekommen.

## Kato Tsambika (Μονή Παναγίας Τσαμπίκας)
Kato Tsambika befindet sich etwa einen Kilometer weiter, an der Nationalstraße 95 gelegen. 
Die Außenmauern des zum Ende des 19. Jahrhunderts errichteten Klostergebäudes begrenzen eine Fläche von 17 × 8 Meter. Es ist gewölbebedeckt und hat ein zweischiffiges, flaches Satteldach. An dem nach Westen gerichteten Eingang befindet sich eine Ikonostase. Die zentrale Christusfigur zeigt die Inschrift „ΗΓΟΥΜΕΝΕΥΟΝΤΟΣ ΙΕΡΟΜΟΝΑΧΟΥ ΑΝΘΙΜΟΥ ΕΚ ΤΗΣ ΑΡΧΑΓΓΕΛΟΥ 1886“.